# Leon Podwiński
Leon Podwiński – cesarsko-królewski (austriacki) urzędnik polskiej narodowości.

## Życiorys
Wstąpił do służby państwowej Cesarstwa Austrii w Galicji pod zaborem austriackim. Od około 1850 do około 1852 jako gubernialny praktykant konceptowy C. K. Krajowego Gubernium we Lwowie był przydzielony do C. K. Komisji Gubernialnej we Lwowie. Następnie, jako koncepista gubernialny  C. K. Krajowego Gubernium we Lwowie był przydzielony od około 1852 do urzędu c. k. obwodu sądeckiego, od około 1853 do urzędu c. k. obwodu stryjskiego, a od około 1854 był koncepistą namiestnictwa w utworzonym C. K. Namiestnictwa.
We wrześniu 1855 został mianowany komisarzem 3 klasy i od tego czasu w tym charakterze pracował w urzędzie c. k. obwodu sanockiego, zaś od października 1859 w randze komisarza 2 klasy do około 1863. Równolegle w czasie urzędowania w Sanoku, od około 1856 był ławnikiem w tamtejszym sądzie wyrokującym. Od około 1863 do około 1867 był naczelnikiem c. k. obwodu bełskiego z siedzibą w Bełzie.
Po ustanowieniu Austro-Węgier w styczniu 1867 został mianowany starostą c. k. powiatu bohorodczańskiego i sprawował ten urząd do około 1871. Jednocześnie, od około 1870 był prezydującym C. K. Powiatowej Komisji Szacunkowej w Bohorodczanach. Od około 1871 do około 1875 był starostą c. k. powiatu bóbreckiego. Był prezydującym C. K. Powiatowej Komisji Szacunkowej w Bóbrce. Należał do C. K. Galicyjskiego Towarzystwo Gospodarskiego, będąc członkiem oddziału bóbreckiego.
Około 1875/1876 sprawował urząd starosty c. k. powiatu buczackiego i wówczas analogicznie w Buczaczu pełnił funkcję prezydującego tamtejszej C. K. Powiatowej Komisji Szacunkowej. Od około 1876 do około 1886 był starostą c. k. powiatu rohatyńskiego. Równolegle w okresie urzędowania w Rohatynie był prezydującym C. K. Powiatowej Komisji Szacunkowej do około 1883, a od około 1876 był przewodniczącym C. K. Rady Szkolnej Okręgowej w tym mieście. Około 1883 otrzymał honorowe obywatelstwo Rohatyna.